# Ауэуэтитла
Ауэуэтитла (исп. Ahuehuetitla) — муниципалитет в Мексике, входит в штат Пуэбла. Население — 1978 человек (на 2005 год).

## История
Город основан в 1923 году.